# This Is My Life (Fefe Dobson)
This Is My Life è un brano musicale della cantante canadese Fefe Dobson, estratto come secondo singolo dall'album Sunday Love.

## Tracce
1. This Is My Life – 3:49